# Harald Søbye & Kammerat Jesus
Harald Søbye & Kammerat Jesus er en dansk dokumentarfilm fra 1983 instrueret af Mads Østerby.

## Handling
Filmen er et forsøg på at vise præsten Harald Søbyes kamp for retten til at tale frit i folkekirken ud fra sin socialistiske livsanskuelse, hvis grundsubstans han fandt ved at læse bibelen på ny og med friske øjne.